# Stoke Holy Cross
Stoke Holy Cross est une paroisse civile et un village du Norfolk, en Angleterre.